# Mindorói bivaly
A mindorói bivaly vagy tamarao (Bubalus mindorensis) az emlősök (Mammalia) osztályának párosujjú patások (Artiodactyla) rendjébe, ezen belül a tülkösszarvúak (Bovidae) családjába és a tulokformák (Bovinae) alcsaládjába tartozó faj.
A legtöbb nyelven a Fülöp-szigeteken használt tamarao néven ismerik, illetve ennek különböző változataival jelölik (tamaraw, tamarau, tamarou).

## Rendszertana
A mindorói bivaly rendszertani besorolása sokáig viták tárgyát képezte. A vízibivaly alfajának is vélték és egyes kutatók szerint a celebeszi anoa fajok rokona. A DNS elemzésen alapuló vizsgálatok bebizonyították, hogy a mindorói bivaly valódi, teljes értékű faj, amelyik sokkal közelebbi rokonságban van a vízibivallyal, mint az anoákkal.

## Előfordulása
A Fülöp-szigetekhez tartozó Mindoro szigetén honos. Elsősorban esőerdőkben előforduló faj, de olykor nyíltabb füves térségekre is kimerészkedik.

## Megjelenése
A mindorói bivaly jelentősen kisebb, mint a vízibivaly, viszont nagyobb, mint az alföldi anoa. Testhossza 220 centiméter, marmagassága 1 méter, testtömege 220–300 kilogramm. Szőrzete sötétbarna vagy fekete. Mint minden tuloknál, a mindorói bivalynál is mindkét ivar visel szarvakat. Szarvai igen vastagok, hosszuk 35–50 centiméter. A bika nagyobb, mint a tehén, szarvai is hosszabbak.

## Életmódja
Napi ritmusa a zavarás mértékétől függ, ha nem zaklatják nappal is mozog, de ahol erősen üldözik, ott alapvetően éjszakai életmódra tér át. A tamarao, mint a tulkok többsége elsősorban fűevő faj.

## Szaporodása
A tehén 276–315 napos vemhességi idő után egyetlen borjút ellik. A fiatal állatok a felnőttektől eltérő színezetűek, többnyire barnás-vörösek. A felnőttekre jellemző sötét szín három-négyéves korukban alakul ki. Nagyjából ebben a korban hagyják el az anyjukat. Várható élettartam 20–25 év.

## Természetvédelmi helyzete
A tamarao a tulkok egyik leginkább veszélyeztetett faja. élőhelye, Mindoro szigete csupán 9735 km² nagyságú, a Mindorói bivaly azonban ebből is csak a sziget középső területein található két védett területen fordul elő, amelyek összterülete nem haladja meg a 100 km²-t. A faj korábban az egész szigeten elterjedt volt, sőt a pleisztocén korban a szomszédos Luzon szigetén is előfordult. Innen feltehetően a Fülöp-szigetekre érkező első emberek irtották ki.
Mindorón is nagyon megritkult, elsősorban a vadászat, az élőhelyét jelentő esőerdők kiirtása és a házi szarvasmarhák által terjesztett fertőző betegségek miatt. A faj összegyedszáma nem lehet több 200 állatnál, holott 1900-ban állományát még nagyjából 10 000 egyedre becsülték. A Természetvédelmi Világszövetség emiatt a fajt a „kihalással közvetlenül veszélyeztetett” kategóriába sorolta.
A mindorói bivaly a Fülöp-szigetek legtermetesebb őshonos emlősfaja. 1936 óta hivatalos védelemben részesül és a szigetország egyik szimbólumának számít. Ezért mindent elkövetnek megóvása érdekében.
Állatkertekben a Fülöp-szigetek kivételével nem tartják sehol.